# Aimé Pallière
Aimé Pallière (Lyon, 17 de noviembre de 1868 - Tarascón, 24 de diciembre de 1949) fue un escritor y periodista francés, practicante del noajismo y discípulo del rabino Elie Benamozegh, del que editó y publicó en 1914 el libro "Israel y la humanidad". Fue predicador en la sinagoga de la Rue Copernic en París, participó en la creación de la Unión Liberal Israelita, dirigió la Unión Universal de la Juventud Judía y el Fondo Nacional Judío (1926-1935), coeditó la revista judía Faith and Rwakening con el Gran Rabino Jules Bauer.

## Publicaciones
- Prefacio y edición de Elie Benamozegh, Israel y la humanidad. Estudio sobre el problema de la religión universal y su solución . Prólogo de Alfred Lévy . París, E. Leroux, 1914.
- El velo levantado . París, Ediciones La Bourdonnais. 1937.
- El Santuario Desconocido: Mi “Conversión” al Judaísmo . París, Rieder, 1926.
- Bergson y el judaísmo . París, F. Alcan. (conferencia dada a la asociación Chema Israel, en París, el11 de diciembre de 1932)
- El Libro de Shabat  : colección de textos de la literatura judía [recopilados y traducidos] por Aimé Pallière y Maurice Liber . Fundación Séfer, 1974.